# FIL Juniorenweltcup Rennrodeln auf Naturbahn 2019/20
Der FIL Juniorenweltcup Rennrodeln auf Naturbahn 2019/20 begann am 30. Dezember 2019 im steirischen Winterleiten (AUT) bei Judenburg/Obdach und endete am 26. Januar 2020 in St. Sebastian (AUT). Höhepunkt der Saison war die 12. FIL-Naturbahnrodel-Juniorenweltmeisterschaft vom 31. Januar bis zum 2. Februar 2020 in St. Sebastian (AUT).

## Damen-Einsitzer

### Ergebnisse
| Datum                          | Ort                 | Siegerin        | Zweite          | Dritte         |
| ------------------------------ | ------------------- | --------------- | --------------- | -------------- |
| 30. bis 31. Dezember 2019      | Obdach-Winterleiten | Lisa Walch      | Nadine Staffler | Riccarda Ruetz |
| 4. bis 5. Januar 2020          | Jaufental           | Nadine Staffler | Riccarda Ruetz  | Vanessa Markt  |
| 18. Januar bis 19. Januar 2020 | Laas                | Nadine Staffler | Lisa Walch      | Riccarda Ruetz |
| 25. bis 26. Januar 2020        | St. Sebastian       | Lisa Walch      | Riccarda Ruetz  | Vanessa Markt  |

### Weltcupstand
Endstand
| Rang | Name               | Punkte |
| ---- | ------------------ | ------ |
| 01   | Lisa Walch         | 345    |
| 02   | Nadine Staffler    | 331    |
| 03   | Riccarda Ruetz     | 310    |
| 04   | Vanessa Markt      | 250    |
| 05   | Lea Stangl         | 235    |
| 06   | Sarah Schiller     | 192    |
| 07   | Manuela Rubatscher | 178    |
| 08   | Jenny Castiglioni  | 172    |
| 09   | Julia Trocker      | 165    |
| 10   | Katharina Hofer    | 146    |

## Herren-Einsitzer

### Ergebnisse
| Datum                          | Ort                 | Sieger              | Zweiter             | Dritter             |
| ------------------------------ | ------------------- | ------------------- | ------------------- | ------------------- |
| 30. bis 31. Dezember 2019      | Obdach-Winterleiten | Fabian Achenrainer  | Florian Haselrieder | Fabian Brunner      |
| 4. bis 5. Januar 2020          | Jaufental           | Florian Haselrieder | Daniel Gruber       | Fabian Brunner      |
| 18. Januar bis 19. Januar 2020 | Laas                | Daniel Gruber       | Florian Haselrieder | Fabian Brunner      |
| 25. bis 26. Januar 2020        | St. Sebastian       | Daniel Gruber       | Miguel Brugger      | Florian Haselrieder |

### Weltcupstand
Endstand
| Rang | Name                 | Punkte |
| ---- | -------------------- | ------ |
| 01   | Daniel Gruber        | 345    |
| 02   | Florian Haselrieder  | 340    |
| 03   | Fabian Brunner       | 270    |
| 04   | Miguel Brugger       | 245    |
| 05   | Sebastian Feldhammer | 206    |
| 06   | Maximilian Grunser   | 193    |
| 07   | Anton Gruber Genetti | 171    |
| 08   | Alex Oberhofer       | 140    |
| 09   | Hannes Unterholzner  | 136    |
| 10   | Lukas Mark           | 130    |

## Doppelsitzer

### Ergebnisse
| Datum                     | Ort                 | Sieger     | Sieger                                 | Zweite     | Zweite                                     | Dritte     | Dritte                                       |
| ------------------------- | ------------------- | ---------- | -------------------------------------- | ---------- | ------------------------------------------ | ---------- | -------------------------------------------- |
| 30. bis 31. Dezember 2019 | Obdach-Winterleiten | Osterreich | Fabian Achenrainer – Simon Achenrainer | Osterreich | Maximilian Pichler – Matthias Pichler      | Osterreich | Florian Freigassner – Viacheslav Kudriavtsev |
| 4. bis 5. Januar 2020     | Jaufental           | Osterreich | Maximilian Pichler – Matthias Pichler  | Slowenien  | Blaz Mekina – Bine Mekina                  | Italien    | Fabian Brunner – Alex Oberhofer              |
| 18. bis 19. Januar 2020   | Laas                | Osterreich | Maximilian Pichler – Matthias Pichler  | Russland   | Vladimir Levichev – Viacheslav Kudriavtsev | Italien    | Fabian Brunner – Alex Oberhofer              |
| 25. bis 26. Februar 2020  | St. Sebastian       | Osterreich | Maximilian Pichler – Matthias Pichler  | Russland   | Vladimir Levichev – Viacheslav Kudriavtsev | Slowenien  | Blaz Mekina – Bine Mekina                    |

### Weltcupstand
Endstand
| Rang | Name                                       | Punkte |
| ---- | ------------------------------------------ | ------ |
| 01   | Maximilian Pichler – Matthias Pichler      | 385    |
| 02   | Vladimir Levichev – Viacheslav Kudriavtsev | 280    |
| 03   | Blaz Mekina – Bine Mekina                  | 275    |
| 04   | Fabian Brunner – Alex Oberhofer            | 200    |
| 05   | Anton Gruber Genetti – Hannes Unterholzner | 193    |
| 06   | Myroslav Lenko – Ivan Lenko                | 144    |
| 07   | Florian Freigassner – Rafael Walch         | 125    |
| 08   | Aleksei Khabibulin – Andrei Kaloshin       | 105    |
| 09   | Fabian Achenrainer – Simon Achenrainer     | 100    |
| 10   | Sylwester Jadwiszczok – Kacper Adamski     | 84     |
| 11   | Sylwester Jadwiszczok – Oskar Malorny      | 42     |